# Karlstad BK
Karlstad BK, KBK, var en svensk fotbollsklubb från Karlstad, Värmland. Klubben bildades den 19 oktober 1923 och upplöstes den 25 november 2019 då man slogs ihop med Carlstad United, man bildade då tillsammans IF Karlstad.
Klubben nådde aldrig spel i Allsvenskan, och hade som bäst haft två andraplatser i näst högsta serien; 1947-48, 1951-52, en tredjeplats 1960, samt två fjärdeplatser 1961 och 1980.

## Historia
Genom ett upprop av John Taito i Karlstads tidningar kallades det till möte på restaurang Stadskällaren kvällen den 19 oktober 1923. Tanken han hade var att slå samman fotbollssektionerna i Karlstads IK och IF Göta och bilda en helt ny fotbollsklubb, vilket under sammanträdet klubbades igenom. Den nya klubben antog namnet Karlstads Bollklubb.

### Sammanslagningar och namnändringar
År 1936 uppgick Karlstads IK i KBK, varvid föreningens namn ändrades till Karlstads BIK (eller BoIK) och kallades i folkmun för "Kubik". Under tiden man hette Karlstads BIK drev man också annan verksamhet än fotboll. Klubben spelade i handbollsallsvenskan under en säsong. Efter säsongen 1963 slogs KBIK samman med Karlstads FF (som spelade i samma serie), varvid namnet Karlstads BK återtogs. Efter säsongen 1997 strök föreningen genitiv-s ur klubbnamnet och återfanns därefter som Karlstad BK i resultatlistorna.

### 1920-talet
KBK:s första match spelades på våren 1924 och vanns borta mot Degerfors IF med 3-1. Man deltog i DM och nådde final som vanns, även den mot Degerfors IF, med klara 5-0. 1924 var ett starkt år med 28 spelade matcher, 24 vunna, en oavgjord, tre förluster, samt en målskillnad på 138-3.
KBK deltog i första seriespelet 1925-26 i "Alliansserien", där man vann. Året efter startades en ny serie; Nordvästra serien division III. 1927, när serien spelats färdigt, hade KBK landat på en fin andra plats efter IFK Åmål.

### 1930-talet
KBK tillhörde Nordvästra serien division III ända till och med 1936 när klubben vann serien och tog klivet upp Nordvästra serien division II.
Säsongen 1936-37, KBK:s första i division II, slutade man på en sjunde plats. Året efter förpassades man ur serien tillbaka till div. III där klubben spelade decenniet ut.

### 1940-talet
1940-41 stod KBK återigen som seriesegrare och fick kvalspela mot IFK Åmål om en plats i division II. Klubbarna möttes i tre matcher. Den tredje och avgörande matchen spelades i Deje, på Älvkroksvallen, och KBK vann med 3-2 och tog därmed åter steget upp till division II.
Det blev en kortvarig sejour och man flyttades ner till div. III efter bara en säsong i div. II.
1942-43 blev det en tredjeplats och 1943-44 vann man serien och fick återigen kvalspela för en plats till div. II. Märkligt nog stod IFK Åmål för motståndet även denna gång, och samma tuffa tre matcher spelades innan KBK stod som slutsegrare och avancemang till div. II.
Under 1946 genomgick KBK en sensationell förvandling. Efter en svår vår, med stora problem att hänga kvar i div. II, förvandlades laget under sommaren till något riktigt bra; IFK Norrköping, som kom till Karlstad efter sin berömde turné i England (ingen förlust för IFK), mötte KBK på Tingvalla inför 6-7000 åskådare. KBK vann matchen med 3-2, vilket var en stor sensation. Samma vecka mötte man allsvenska Degerfors IF i DM-final, även här vann KBK med 3-2, och ytterligare några veckor senare kom holländska mästarna Ajax på besök och krossades med 6-2 inför 6000 jublande åskådare. Säsongen avslutades med en tredjeplats i div. II.
Året efter, 1947-48, blev KBK tvåa på målskillnad efter Örebro SK, vilket är det närmaste allsvenskan klubben varit.
KBK tillhörde div. II resterande del av 1940-talet.

### 1950-talet

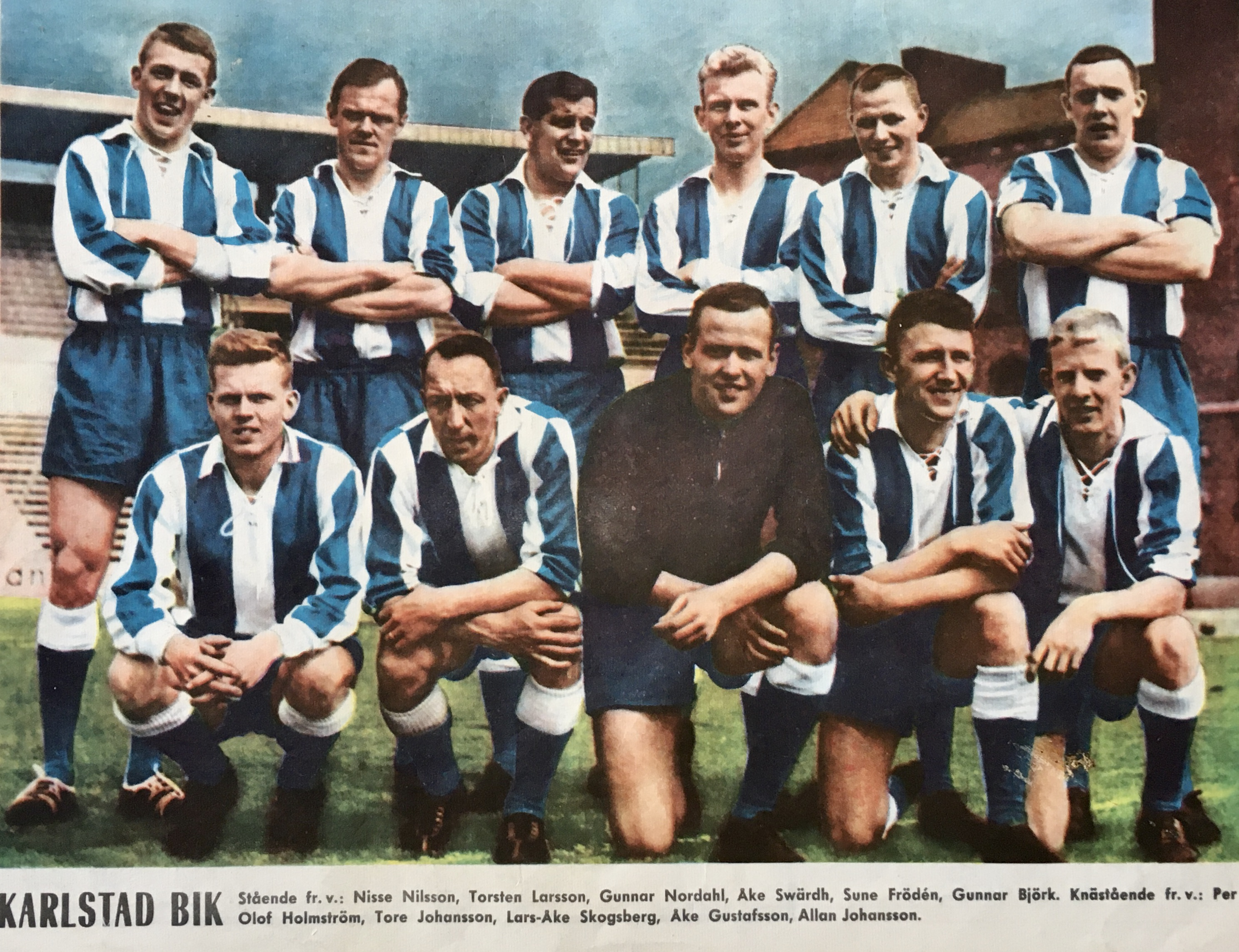
Karlstads BK 1960 med bland andra Nisse Nilsson och Gunnar Nordahl i laget.

Decenniet började med att klubben lyckades, med en poängs marginal, klara sig kvar i div. II 1950-51, för att sedan året efter komma tvåa efter AIK (dock distanserad med 12 poäng). Tredje säsongen under decenniet, 1952-53, fick KBK slutligen respass genom en näst sistaplats.
1953-54 vann klubben sin div. III-serie och spelade till sig en sjundeplats 1954-55 och en sjätteplats säsongen efter.
Nedflyttning igen efter 1956-57 års seriespel, men vann div. III igen året efter.
Efter serieomläggningen så slutade klubben på en mittenplacering 1959 i div. II.
I slutet av 1959 kom Gunnar Nordahl till klubben, vilket gav stort intresse och stor publik. Till en början var Gunnar Nordahl spelande tränare, för att sedan enbart vara tränare.

### 1960-talet
Klubben kammade men en tredjeplats 1960, en fjärdeplats 1961 för att slutligen hamna på nedflyttningsplats 1962.
1963 vanns div. III och tog steget upp till div. II igen. Efter säsongen 1963 uppgick Karlstads FF i Karlstad BIK, se början av artikeln.
KBK spelade sedan i div. II till och med 1969, när klubben kom näst sist och blev degraderade.
Under 1964 bildades två farmarklubbar till KBK; Sommarro IF och Kroppkärrs IF, som 2008 bytte namn till Karlstad BK Ungdom.

### 1970-talet
Division III-sejouren blev ettårig, ty man vann serien ganska klart 1970, likaså blev sejouren i div. II ettårig, och man åkte ur tillbaka till 3:an igen.
KBK spelade sedan i div. III resten av 1970-talet, dock flera gånger med topplaceringar, och man fick vänta ända till decenniets sista år, 1979, innan man återigen kunde ta steget upp till div. II.

### 1980-talet
Säsongen 1980 inleddes bra, och vid 3/4 av serien hade KBK en allsvensk plats i sikte. Dock slutade man på en fjärdeplats när serien var till ända.
1981 kom klubben på en sjundeplats för att åter hamna under nedflyttningsstrecket 1982.
Det blev sedan tre fina säsonger i div. III (2:a, 1:a, 1:a) innan kvalspelet flyttade upp klubben efter säsongen 1985.
KBK spelade i div. II (som blev div. I från säsong 1987) till och med 1989 innan man åkte ur.

### 1990-talet
1990-talet började i moll. Klubben åkte ur div. II (d.v.s. tredjedivisionen), men återhämtade sig och vann året efter sin div. III-serie. KBK spelar sedan i div. II till och med 1998 när klubben åker ur.
1990-talet började i moll och slutade i moll för KBK, ty 1999 fick man respass från div. III västra Svealand och hamnade för första gången sedan klubben bildades i en regional serie.

### 2000-talet
Division 4 Värmland var KBK:s serie säsongen 2000. KBK slutade på tredje plats efter segrande IK Arvika och serietvåan Ekshärads BK. 2001 gick ännu värre; en åttondeplats.
KBK hade inte haft någon framgång under åren i div. 4 innan klubben plötsligt vann serien i stor stil 2007, och efter åtta säsonger i regional serie åter tagit klivet upp i det nationella seriesystemet.
De två avslutande åren under decenniet avslutades på ett lyckat sätt för klubben; andra plats i div. 3 säsongen 2008 och kval till div. 2, som dock misslyckades, följdes 2009 av en ny andra plats efter den höstens lag, Örebro SK Ungdom, och ännu ett kval upp till div. 2, som denna gång lyckades genom att slå tillbaka div. 2-klubben Älvsjö AIK med 2-1 hemma och 0-0 borta.
Tio år efter degraderingen från div. 3 1999, var man så tillbaka till div. 2, i vilken man spelade senast 1998.

### 2010-talet
Återkomsten till div 2 blev ett märkligt år. Under säsongen 2010 var det en kamp mellan tre lag; Gunnilse IS, KBK och IK Oddevold. Inför sista omgången ledde KBK serien på 48 poäng, medan Oddevold och Gunnilse hade 47 poäng vardera, de två sistnämnda hade bättre målskillnad än KBK. Oddevold överklagade under serien att Utsiktens BK hade spelat med en otillåten spelare och ärendet gick till Svenska Fotbollförbundets disciplinnämnd och Oddevold fick rätt. Tabellen ändrades därmed och inför sista omgången ledde nu Oddevold på 49 poäng, medan KBK och Gunnilse stod kvar på 48 respektive 47 poäng. Samtliga tre klubbar vann sina avslutande matcher och tabellplaceringen blev att Oddevold vann serien på 52 poäng med KBK en poäng efter och Gunnilse ytterligare en poäng efter.
KBK överklagade Svenska Fotbollförbundets beslut, men utan att få gehör för sin överklagan. Oddevold gick därmed upp till div 1.
Besvikelsen var stor i KBK, men genom att Gröndals IK avsade sig sin plats i div 1 Norra, fick KBK en förfrågan från Svenska Fotbollförbundet om man var intresserade av att ta Gröndals plats i serien, och efter att man tackat ja till erbjudandet återkom KBK till div 1 efter 22 års frånvaro.
2011 inledde KBK sin div 1 säsong med att vinna de fyra första matcherna, förlorade därefter i omgången efter, för att sedan vinna sin femte match i omgång sex. Sedan vann man inte på de kommande sex matcherna, och hade en tung höstsäsong innan man lyckades avsluta serien på ett sätt som gjorde att klubben hamnade i mitten ev serien.
Under säsongen 2012 spelade KBK i div 1 Södra och inledde serien på ett katastrofalt sätt; först i omgång sju vann man sin första match och under hela vårsäsongen var klubben neddragen i bottenstriden. Vändningen kom i omgång tretton då man vann hemma mot Utsikten med 2-1, och veckan efter vann man på bortaplan med samma siffror mot samma motstånd, och därefter radade man upp ytterligare fyra raka vinstmatcher och två oavgjorda matcher, och det var under denna period klubben klarade att säkra fortsatt spel i div 1. 

### 2019
Den 25 november 2019 upplöstes förening och slog istället ihop med Carlstad United. Tillsammans bildade de IF Karlstad.

## Säsonger genom tiderna
| Säsong      | Division                          | Nivå | M  | V  | O  | F  | Mål   | +/- | P  | Position |                                       |
| ----------- | --------------------------------- | ---- | -- | -- | -- | -- | ----- | --- | -- | -------- | ------------------------------------- |
| 1924        | Värmlandsalliansens fotbollsserie |      | 6  | 5  | 0  | 1  | 27-7  | +20 | 10 | 1        |                                       |
| 1925-26     | Värmlandsseriens elitserie        |      | 14 | 10 | 2  | 2  | 67-19 | +48 | 22 | 1        |                                       |
| 1926-27     | Div III Nordvästra                | 3    | 18 | 11 | 3  | 4  | 63-36 | +27 | 25 | 2        |                                       |
| 1927-28     | Div III Nordvästra                | 3    | 14 | 8  | 2  | 4  | 36-39 | -3  | 18 | 3        |                                       |
| 1928-29     | Div III Nordvästra                | 3    | 18 | 9  | 2  | 7  | 37-32 | +5  | 20 | 5        |                                       |
| 1929-30     | Div III Nordvästra                | 3    | 14 | 6  | 2  | 6  | 28-25 | +3  | 14 | 4        |                                       |
| 1930-31     | Div III Nordvästra                | 3    | 18 | 4  | 6  | 8  | 32-47 | -15 | 14 | 7        |                                       |
| 1931-32     | Div III Nordvästra                | 3    | 20 | 6  | 1  | 13 | 26-59 | -33 | 13 | 10       |                                       |
| 1932-33     | Div III Nordvästra                | 3    | 18 | 10 | 3  | 5  | 52-30 | +22 | 23 | 3        |                                       |
| 1933-34     | Div III Nordvästra                | 3    | 18 | 6  | 3  | 9  | 37-48 | -11 | 15 | 7        |                                       |
| 1934-35     | Div III Nordvästra                | 3    | 18 | 8  | 1  | 9  | 37-34 | +3  | 17 | 6        |                                       |
| 1935-36     | Div III Nordvästra                | 3    | 18 | 10 | 6  | 2  | 41-26 | +15 | 26 | 1        |                                       |
| 1936-37     | Div II Västra                     | 2    | 18 | 6  | 3  | 9  | 26-34 | -8  | 15 | 7        |                                       |
| 1937-38     | Div II Västra                     | 2    | 18 | 2  | 0  | 16 | 17-57 | -40 | 4  | 10       |                                       |
| 1938-39     | Div III Nordvästra                | 3    | 18 | 9  | 2  | 7  | 49-34 | +15 | 20 | 3        |                                       |
| 1939-40     | Div III Nordvästra                | 3    | 18 | 8  | 4  | 6  | 45-32 | +13 | 20 | 4        |                                       |
| 1940-41     | Div III Nordvästra Norra          | 3    | 16 | 9  | 6  | 1  | 48-24 | +24 | 24 | 1        |                                       |
| 1941-42     | Div II Västra                     | 2    | 18 | 4  | 3  | 11 | 33-50 | -17 | 11 | 9        |                                       |
| 1942-43     | Div III Nordvästra Norra          | 3    | 18 | 11 | 2  | 5  | 47-31 | +16 | 24 | 3        |                                       |
| 1943-44     | Div III Nordvästra Norra          | 3    | 18 | 14 | 1  | 3  | 52-22 | +30 | 29 | 1        |                                       |
| 1944-45     | Div II Västra                     | 2    | 18 | 9  | 5  | 4  | 33-21 | +12 | 23 | 3        |                                       |
| 1945-46     | Div II Västra                     | 2    | 18 | 6  | 2  | 10 | 29-36 | -7  | 14 | 8        |                                       |
| 1946-47     | Div II Västra                     | 2    | 18 | 9  | 2  | 7  | 36-31 | +5  | 20 | 4        |                                       |
| 1947-48     | Div II Nordöstra                  | 2    | 18 | 12 | 1  | 5  | 43-22 | +21 | 25 | 2        |                                       |
| 1948-49     | Div II Sydvästra                  | 2    | 18 | 6  | 5  | 7  | 28-34 | -6  | 17 | 8        |                                       |
| 1949-50     | Div II Nordöstra                  | 2    | 18 | 9  | 2  | 7  | 27-24 | +3  | 20 | 4        |                                       |
| 1950-51     | Div II Nordöstra                  | 2    | 18 | 6  | 3  | 9  | 27-38 | -11 | 15 | 8        |                                       |
| 1951-52     | Div II Nordöstra                  | 2    | 18 | 7  | 6  | 5  | 30-26 | +4  | 20 | 2        |                                       |
| 1952-53     | Div II Nordöstra                  | 2    | 18 | 2  | 4  | 12 | 19-42 | -23 | 8  | 9        |                                       |
| 1953-54     | Div III Västra Svealand           | 3    | 18 | 11 | 3  | 4  | 38-24 | +14 | 25 | 1        |                                       |
| 1954-55     | Div II Svealand                   | 2    | 18 | 8  | 3  | 7  | 34-39 | -5  | 19 | 7        |                                       |
| 1955-56     | Div II Svealand                   | 2    | 18 | 6  | 5  | 7  | 31-29 | +2  | 17 | 6        |                                       |
| 1956-57     | Div II Svealand                   | 2    | 22 | 4  | 2  | 16 | 28-68 | -40 | 10 | 12       |                                       |
| 1957-58     | Div III Västra Svealand           | 3    | 30 | 19 | 9  | 2  | 91-44 | +47 | 47 | 1        |                                       |
| 1959        | Div II Svealand                   | 2    | 22 | 9  | 3  | 10 | 46-46 | 0   | 21 | 7        |                                       |
| 1960        | Div II Svealand                   | 2    | 22 | 13 | 3  | 6  | 74-45 | +29 | 29 | 3        |                                       |
| 1961        | Div II Svealand                   | 2    | 22 | 12 | 1  | 9  | 40-42 | -2  | 25 | 4        |                                       |
| 1962        | Div II Svealand                   | 2    | 22 | 8  | 1  | 13 | 47-53 | -6  | 17 | 10       |                                       |
| 1963        | Div III Östra Svealand            | 3    | 22 | 12 | 5  | 5  | 54-34 | +20 | 29 | 1        |                                       |
| 1964        | Div II Svealand                   | 2    | 22 | 6  | 5  | 11 | 29-41 | -12 | 17 | 9        |                                       |
| 1965        | Div II Svealand                   | 2    | 22 | 10 | 3  | 9  | 33-43 | -10 | 23 | 6        |                                       |
| 1966        | Div II Svealand                   | 2    | 22 | 9  | 3  | 10 | 33-42 | -9  | 21 | 8        |                                       |
| 1967        | Div II Svealand                   | 2    | 22 | 6  | 6  | 10 | 30-34 | -4  | 18 | 9        |                                       |
| 1968        | Div II Norra Götaland             | 2    | 22 | 9  | 3  | 10 | 41-34 | +7  | 21 | 7        |                                       |
| 1969        | Div II Norra Götaland             | 2    | 22 | 5  | 5  | 12 | 35-39 | -4  | 15 | 11       |                                       |
| 1970        | Div III Västra Svealand           | 3    | 22 | 18 | 0  | 4  | 66-19 | +47 | 36 | 1        |                                       |
| 1971        | Div II Norra Götaland             | 2    | 22 | 4  | 3  | 15 | 19-46 | -27 | 11 | 12       |                                       |
| 1972        | Div III Västra Svealand           | 3    | 22 | 13 | 5  | 4  | 55-24 | +31 | 31 | 2        |                                       |
| 1973        | Div III Nordvästra Götaland       | 3    | 22 | 12 | 3  | 7  | 57-39 | +18 | 27 | 4        |                                       |
| 1974        | Div III Västra Svealand           | 3    | 22 | 8  | 4  | 10 | 44-40 | +4  | 20 | 8        |                                       |
| 1975        | Div III Västra Svealand           | 3    | 22 | 9  | 10 | 3  | 44-30 | +14 | 28 | 2        |                                       |
| 1976        | Div III Västra Svealand           | 3    | 22 | 13 | 5  | 4  | 54-32 | +22 | 31 | 1        |                                       |
| 1977        | Div III Västra Svealand           | 3    | 22 | 10 | 6  | 6  | 44-28 | +16 | 26 | 3        |                                       |
| 1978        | Div III Västra Svealand           | 3    | 22 | 13 | 3  | 6  | 62-31 | +31 | 29 | 3        |                                       |
| 1979        | Div III Västra Svealand           | 3    | 22 | 19 | 2  | 1  | 64-11 | +53 | 40 | 1        |                                       |
| 1980        | Div II Norra                      | 2    | 26 | 14 | 4  | 8  | 32-31 | +1  | 32 | 4        |                                       |
| 1981        | Div II Norra                      | 2    | 26 | 12 | 5  | 9  | 44-43 | +1  | 29 | 7        |                                       |
| 1982        | Div II Norra                      | 2    | 22 | 4  | 10 | 8  | 33-40 | -7  | 18 | 11       |                                       |
| 1983        | Div III Västra Svealand           | 3    | 22 | 14 | 3  | 5  | 60-27 | +33 | 31 | 2        |                                       |
| 1984        | Div III Västra Svealand           | 3    | 22 | 18 | 2  | 2  | 87-16 | +71 | 38 | 1        |                                       |
| 1985        | Div III Västra Svealand           | 3    | 22 | 19 | 1  | 2  | 74-17 | +57 | 39 | 1        |                                       |
| 1986        | Div II Södra                      | 2    | 26 | 8  | 9  | 9  | 31-41 | -10 | 25 | 9        |                                       |
| 1987        | Div 1 Norra                       | 2    | 26 | 10 | 5  | 11 | 41-45 | -4  | 25 | 8        |                                       |
| 1988        | Div 1 Norra                       | 2    | 26 | 6  | 8  | 12 | 33-44 | -11 | 20 | 11       |                                       |
| 1989        | Div 1 Norra                       | 2    | 26 | 2  | 2  | 22 | 13-59 | -46 | 6  | 14       |                                       |
| 1990        | Div 2 Västra                      | 3    | 26 | 6  | 5  | 15 | 37-52 | -15 | 23 | 14       | 3p/vinst                              |
| 1991        | Div 3 Västra Svealand             | 4    | 22 | 13 | 4  | 5  | 45-24 | +21 | 43 | 1        |                                       |
| 1992 (Vår)  | Div 2 Mellersta Svealand          | 3    | 14 | 4  | 0  | 10 | 18-35 | -17 | 12 | 7        |                                       |
| 1992 (Höst) | Div 2 Västra Svealand             | 3    | 14 | 4  | 5  | 5  | 17-18 | -1  | 17 | 5        |                                       |
| 1993        | Div 2 Västra Svealand             | 3    | 22 | 7  | 6  | 9  | 37-42 | -5  | 27 | 8        |                                       |
| 1994        | Div 2 Västra Svealand             | 3    | 22 | 10 | 4  | 8  | 37-30 | +7  | 34 | 4        |                                       |
| 1995        | Div 2 Västra Svealand             | 3    | 22 | 8  | 3  | 11 | 36-44 | -8  | 27 | 8        |                                       |
| 1996        | Div 2 Västra Svealand             | 3    | 22 | 10 | 4  | 8  | 41-40 | +1  | 34 | 4        |                                       |
| 1997        | Div 2 Västra Svealand             | 3    | 22 | 9  | 6  | 7  | 39-38 | +1  | 33 | 5        |                                       |
| 1998        | Div 2 Västra Svealand             | 3    | 22 | 5  | 1  | 16 | 21-53 | -32 | 16 | 11       |                                       |
| 1999        | Div 3 Västra Svealand             | 4    | 22 | 6  | 2  | 14 | 27-49 | -22 | 20 | 10       |                                       |
| 2000        | Div 4 Värmland                    | 6    | 20 | 10 | 6  | 4  | 30-21 | +9  | 36 | 3        |                                       |
| 2001        | Div 4 Värmland                    | 6    | 20 | 6  | 5  | 9  | 18-30 | -12 | 23 | 8        |                                       |
| 2002        | Div 4 Värmland                    | 6    | 22 | 7  | 4  | 11 | 32-47 | -15 | 25 | 9        |                                       |
| 2003        | Div 4 Värmland                    | 6    | 22 | 9  | 5  | 8  | 52-54 | -2  | 32 | 5        |                                       |
| 2004        | Div 4 Värmland                    | 6    | 26 | 12 | 5  | 9  | 59-39 | +20 | 41 | 5        |                                       |
| 2005        | Div 4 Värmland                    | 6    | 24 | 9  | 3  | 12 | 47-49 | -2  | 30 | 8        |                                       |
| 2006        | Div 4 Värmland                    | 6    | 22 | 8  | 10 | 4  | 28-24 | +4  | 34 | 6        |                                       |
| 2007        | Div 4 Värmland                    | 6    | 22 | 17 | 3  | 2  | 61-24 | +37 | 54 | 1        |                                       |
| 2008        | Div 3 Västra Svealand             | 5    | 22 | 13 | 4  | 5  | 57-30 | +27 | 43 | 2        |                                       |
| 2009        | Div 3 Västra Svealand             | 5    | 22 | 14 | 4  | 4  | 73-38 | +35 | 46 | 2        | Uppflyttning genom kvalspel           |
| 2010        | Div 2 Västra Götaland             | 4    | 22 | 16 | 3  | 3  | 56-30 | +26 | 51 | 2        | Gröndals IK avsade sin plats i div. 1 |
| 2011        | Div 1 Norra                       | 3    | 26 | 9  | 6  | 11 | 36-39 | -3  | 33 | 7        |                                       |
| 2012        | Div 1 Södra                       | 3    | 26 | 7  | 9  | 10 | 37-46 | -9  | 30 | 8        |                                       |
| 2013        | Div 1 Södra                       | 3    | 26 | 4  | 5  | 17 | 25-48 | -23 | 17 | 14       |                                       |
| 2014        | Div 2 Norra Götaland              | 4    | 26 | 10 | 3  | 13 | 36-41 | -5  | 33 | 8        |                                       |
| 2015        | Div 2 Norra Götaland              | 4    | 26 | 17 | 4  | 5  | 72-27 | 45  | 55 | 2        |                                       |

| Uppflyttning. |
| Nedflyttning. |

## Maratontabell
| Nivå   | Division          | S  | M   | V   | O   | F   | Mål       | +/-  |
| ------ | ----------------- | -- | --- | --- | --- | --- | --------- | ---- |
| Nivå 2 | Div 1/Div 2       | 33 | 694 | 243 | 125 | 326 | 1095-1319 | -224 |
| Nivå 3 | Div 1/Div 2/Div 3 | 38 | 802 | 397 | 149 | 256 | 1781-1297 | +484 |
| Nivå 4 | Div 2/Div 3       | 5  | 118 | 62  | 16  | 40  | 236-171   | +65  |
| Nivå 5 | Div 3             | 2  | 44  | 27  | 8   | 9   | 130-68    | +62  |
| Nivå 6 | Div 4             | 8  | 178 | 78  | 41  | 59  | 327-288   | +39  |